# Vororteisenbahnen in Montreal

Streckennetz

Vororteisenbahnen in Montreal (französisch Trains de banlieue de Montréal) beschreibt die Gesamtheit der Bahnstrecken mit Schienenpersonennahverkehr in der Metropolregion der kanadischen Millionenstadt Montreal, die vom Verkehrsunternehmen exo betrieben werden. Es gibt sechs Linien mit einer Gesamtlänge von 234,5 km, die 62 Bahnhöfe bedienen. Sie führen von Montreal nach Candiac, Deux-Montagnes, Hudson, Mascouche, Mont-Saint-Hilaire und Saint-Jérôme. Ausgangspunkte in der Innenstadt sind der Gare Centrale und der Gare Lucien-L’Allier. Auf fünf der sechs Linien verkehren die exo-Züge auf Gleisen, die im Besitz der Canadian National Railway (CN) und der Canadian Pacific Railway (CP) sind. Einzige elektrifizierte Strecke (und die einzige im Besitz von exo selbst) ist jene nach Deux-Montagnes, die zurzeit außer Betrieb ist und durch das Réseau express métropolitain ersetzt wird.

## Streckennetz
Das Streckennetz der von exo betriebenen Montrealer Vororteisenbahnen umfasst folgende Linien.
| Linie    | Strecke                                     | Inbetriebnahme    | Bahnhöfe | Länge   | tägliche Zugpaare                                                             |
| -------- | ------------------------------------------- | ----------------- | -------- | ------- | ----------------------------------------------------------------------------- |
| Linie 11 | Montreal Lucien-L’Allier ↔ Hudson           | 1887              | 18       | 51,2 km | 27                                                                            |
| Linie 12 | Montreal Lucien-L’Allier ↔ Saint-Jérôme     | 12. Mai 1997      | 13       | 62,8 km | 26                                                                            |
| Linie 13 | Montreal Gare Centrale ↔ Mont-Saint-Hilaire | 29. Mai 2000      | 07       | 34,9 km | 14                                                                            |
| Linie 14 | Montreal Lucien-L’Allier ↔ Candiac          | 4. September 2001 | 09       | 25,6 km | 18                                                                            |
| Linie 15 | Montreal Gare Centrale ↔ Mascouche          | 1. Dezember 2014  | 13       | 50,1 km | 16 (Montag–Donnerstag) 14 (Freitag)                                           |
| (exo 6)  | Montreal Gare Centrale ↔ Deux-Montagnes     | 1918              | 12       | 29,9 km | seit dem 1. Januar 2021 außer Betrieb Siehe auch Réseau express métropolitain |
| exo      |                                             | 1. Januar 1996    | 62       | 234,5   | 101 (Montag–Donnerstag) 99 (Freitag)                                          |

Die Deux-Montagnes-Strecke (exo Linie 6) ist seit dem 1. Januar 2021 außer Betrieb. Sie wird durch das zurzeit im Bau befindliche Nahverkehrssystem Réseau express métropolitain (REM) ersetzt, eine fahrerlose Leicht-U-Bahn, die in den Jahren 2022 bis 2024 eröffnet werden soll. Sie wird zu einem bedeutenden Teil dieselbe Trasse nutzen wie die frühere Vororteisenbahnlinie.

## Rollmaterial
Im Jahr 2020 verfügte exo über folgende Triebfahrzeuge, die in Wendezügen zum Einsatz kommen:
| Modell   | Hersteller                | Anzahl | Nummer    | Lieferung | Linie(n)                | Anmerkung                                                   |
| -------- | ------------------------- | ------ | --------- | --------- | ----------------------- | ----------------------------------------------------------- |
| MR-90    | Bombardier Transportation | 58     | 400–487   | 1994–1995 | (exo 6)                 | elektrische Triebwagen, nach Schließung der Linie 6 obsolet |
| F59PHI   | General Motors            | 11     | 1320–1330 | 2001–2001 | 11, 12, 14              | dieselelektrische Lokomotiven                               |
| F59PH    | General Motors            | 10     | 1340–1349 | 1988–1994 | 11, 12, 13, 14          | dieselelektrische Lokomotiven                               |
| ALP-45DP | Bombardier Transportation | 20     | 1350–1369 | 2011–2012 | 11, 12, 13, 15, (exo 6) | Zweikraftlokomotiven                                        |

Im Jahr 2022 wurden neue Lokomotiven bestellt.
| Modell          | Hersteller       | Anzahl | Nummer | Lieferung | Linie(n) | Anmerkung                                     |
| --------------- | ---------------- | ------ | ------ | --------- | -------- | --------------------------------------------- |
| Siemens Charger | Siemens Mobility | 10     |        | 2025–     |          | dieselelektrische Lokomotiven, ersetzen F59PH |

Hinzu kommen folgende Reisezugwagen:
- 160 Bombardier-MultiLevel-Doppelstockwagen (Serie 3000), geliefert 2009–2011
- 22 Bombardier-BiLevel-Doppelstockwagen (Serie 2000), geliefert 2004–2005
- 24 Bombardier Comet (Serie 700), geliefert 1989
- 44 Doppelstockwagen von CRRC (36 Mittelwagen und 8 Steuerwagen)[3]

## Geschichte

### Entstehung

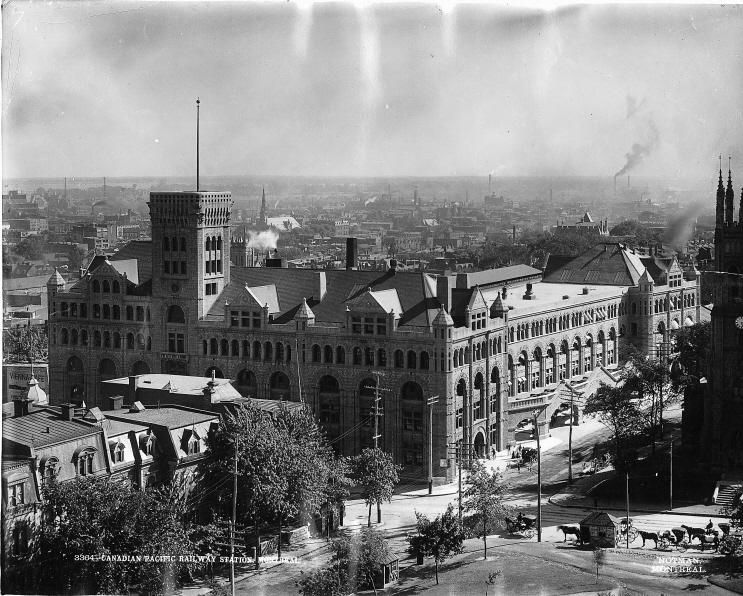
Gare Windsor (um 1900)

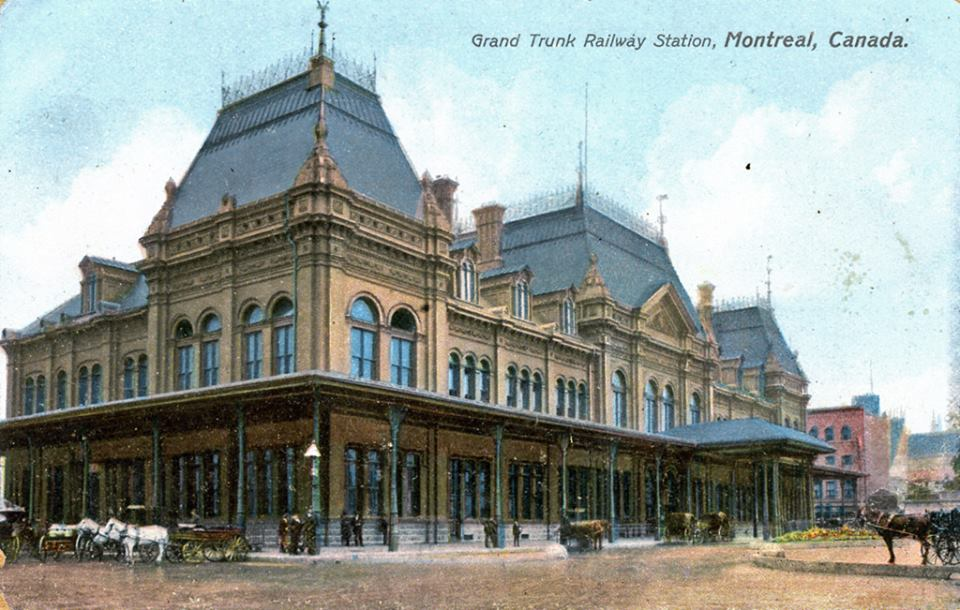
Gare Bonaventure (vor 1916)

Kanadas älteste Eisenbahnstrecke, die Champlain and St. Lawrence Railroad, verband ab 1836 La Prairie am Südufer des Sankt-Lorenz-Stroms (etwa zwölf Kilometer vom Stadtzentrums Montreals entfernt) mit Saint-Jean-sur-Richelieu. Die erste Eisenbahnstrecke auf der Île de Montréal war die 1847 eröffnete Montreal and Lachine Railroad, die den Lachine-Kanal ergänzte. Somit kann diese 13 km lange Strecke vom Gare Bonaventure nach Lachine als die erste im Großraum Montreal mit Vorortsverkehr betrachtet werden.
In den 1880er Jahren nahmen die Gebiete auf der Île de Montréal, die am Streckenabschnitt der Grand Trunk Railway (GTR) in Richtung Toronto lagen, allmählich einen urbanen Charakter an. 1889 richtete die Canadian Pacific Railway (CP) auf der so genannten Lakeshore Line einen regelmäßigen Vorortsverkehr ein. Diese Strecke verlief parallel zur GTR-Strecke und verband den Gare Windsor in der Innenstadt mit Vaudreuil und Rigaud. Angesichts dieser neuen Konkurrenz erweiterte die GTR 1896 ihren Vorortverkehr von der bisherigen Endstation Dorval nach Vaudreuil. Die bisher nur während der Sommersaison genutzten Bahnhöfe in der Region West Island wurden nun ganzjährig bedient. Im selben Jahrzehnt kamen weitere Strecken der CP mit täglichen Verbindungen nach Saint-Hyacinthe (um 1880), Sainte-Thérèse (1882), Farnham (1887) und Valleyfield (1890) hinzu, später auch nach Granby (1916).
Zur wichtigsten Strecke sollte aber jene nach Deux-Montagnes werden. 1912 begann die Canadian Northern Railway (CNoR) mit dem Bau des Mont-Royal-Tunnels, da die einfachen Streckenführungen rund um den Mont Royal ins Stadtzentrum bereits durch die Konkurrenz blockiert waren. Zur Finanzierung des teuren Tunnelbaus plante die CNor, auf Landwirtschaftsland nördlich des Mont Royal die Modellstadt Mont-Royal zu bauen. Die von Anfang an elektrisch betriebene Strecke (die erste in Kanada) wurde 1918 in Betrieb genommen, jedoch musste die CNoR ein Jahr später Konkurs anmelden. Sie ging in der Canadian National Railway (CN) auf, ebenso die GTR im Jahr 1923. Der Bau des an den Tunnel anschließenden Gare Centrale verzögerte sich massiv und war erst 1943 abgeschlossen. 1945 eröffnete die CN eine kurze Zweigstrecke in Richtung Ahuntsic und Montréal-Nord, womit das Vorortnetz seine größte Ausdehnung erreichte.

### Niedergang
Ab den 1950er Jahren führten steigende Fahrpreise bei gleichzeitig ausbleibender Modernisierung, unzureichende Verbindungen zu anderen öffentlichen Verkehrsmitteln, die fehlende tarifliche Integration, die Massenmotorisierung und schließlich die Eröffnung der Metro Montreal zum Niedergang der Montrealer Vorortbahnen. Vor 1976 subventionierte der Staat die als veraltet geltenden Vorortbahnen nicht und tätigte stattdessen Investitionen in „moderne“ Verkehrsmittel wie Metro und Autobahnen. Mangels Rentabilität legten die großen Bahngesellschaften die Strecken eine nach der anderen still.
Die Montreal and Southern Counties Railway nach Granby wurde 1956 als erste geschlossen. 1961 folgten die CN-Strecke nach Vaudreuil und die Strecke der New York Central Railroad nach Valleyfield. Die Zweigstrecke nach Montréal-Nord musste 1968 wegen der starken Konkurrenz durch die Metro ebenfalls stillgelegt werden. 1980 gab die CP ihre Strecke nach Farnham auf, zwei Jahre später auch jene nach Sainte-Thérèse. Als letzte verschwand 1988 die CN-Strecke nach Saint-Hyacinthe, deren Abschnitt östlich von Mont-Saint-Hilaire bereits zwanzig Jahre zuvor stillgelegt worden war.
1974 beauftragte das Verkehrsministerium der Provinz Québec ein regionales Planungsgremium, das Comité des transports de la région de Montréal (CTRM), mit der Planung einer Bahnverbindung zwischen dem Stadtzentrum und dem kurz vor der Fertigstellung stehenden Flughafen Montreal-Mirabel. Das Gremium schlug den Bau einer Schnellbahn namens TRRAMM (Transport rapide régional aéroportuaire Montréal-Mirabel) vor, die 1981 eröffnet werden sollte. Die Bahnstrecke kam nie über das Planungsstadium hinaus, zumal der völlig überdimensionierte Flughafen als ganzes als Paradebeispiel für verfehlte Infrastrukturplanung und Verschwendung von Steuergeldern gilt.

### Wiederauferstehung

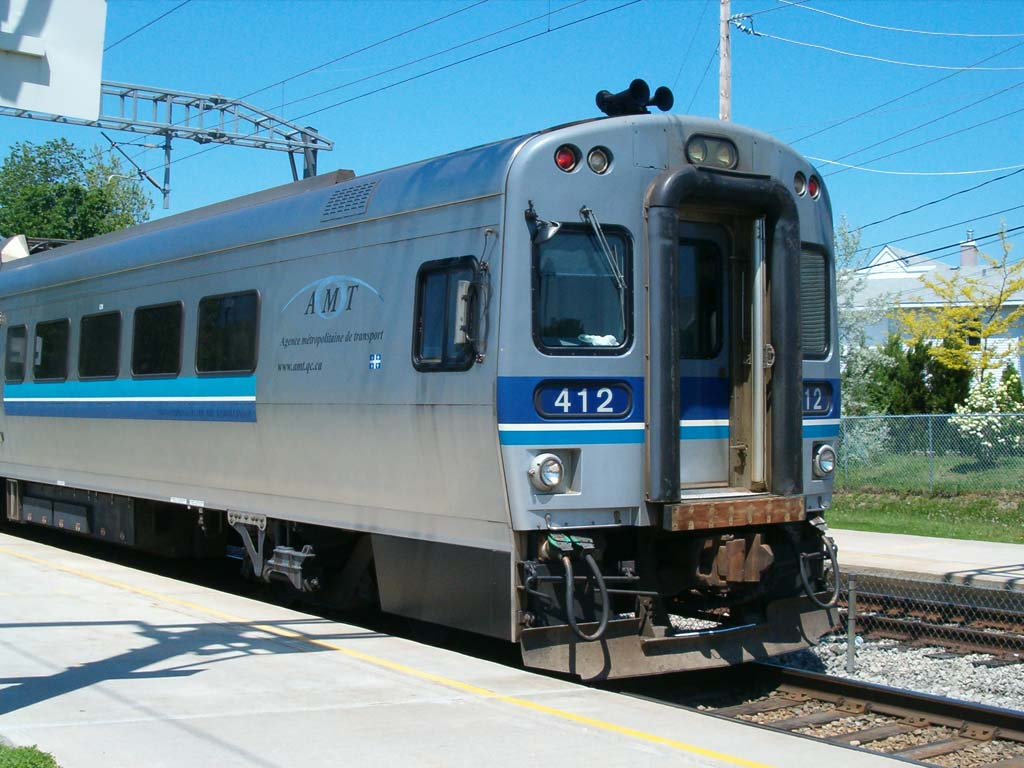
Elektrotriebwagen auf der Linie nach Deux-Montagnes

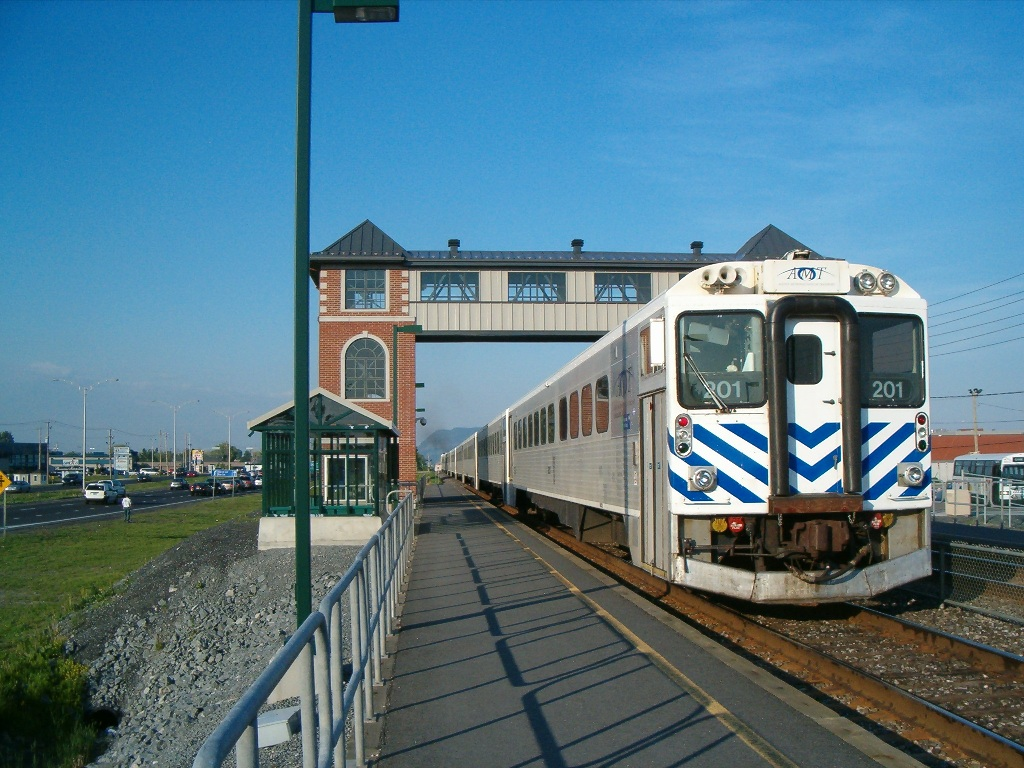
Diesel-Wendezug auf der Linie nach Mont-Saint-Hilaire

1976 verhängte die Provinzregierung als Reaktion auf die außer Kontrolle geratenen Kosten ein Moratorium für den Ausbau von Metrolinien und Autobahnen. Den Empfehlungen des CTRM folgend, schlug sie 1979 vor, bestehende Eisenbahnstrecken in eine Art regionale Metro nach dem Vorbild der RER in Paris (1969), BART in San Francisco (1972) und MARTA in Atlanta (1979) umzuwandeln. Der Gemeindeverband Communauté urbaine de Montréal, der den Ausbau der unterirdischen Metrolinien bevorzugte, bewertete diesen Plan negativ, sodass er trotz verschiedener, bis in die 1990er Jahre vorgenommenen Änderungen nie ausgeführt wurde. Der Plan bewirkte jedoch, dass das Interesse an den Vorortbahnen wieder zunahm – und damit auch die Bereitschaft, die für den Erhalt notwendigen Subventionen zu beschließen.
Ab 1982 war die Commission de transport de la communauté urbaine de Montréal (CTCUM), der städtische Verkehrsbetrieb, für den Personenverkehr auf den Strecken nach Deux-Montagnes und Rigaud zuständig. Ende der 1980er Jahre blieben nur diese beiden Linien übrig, aber dank der Integration der Tarifsysteme und den umfangreichen Investitionen von Stadt und Provinz stiegen die Fahrgastzahlen auf diesen Linien zum ersten Mal seit den 1960er Jahren deutlich an. Um im Sommer 1990 während der Oka-Krise eine Sperrung der Pont Honoré-Mercier zu umgehen, wurde zwischen dem Gare Centrale und Saint-Isidore vorübergehend Schienenpersonenverkehr angeboten.
Die Agence métropolitaine de transport (AMT) trat die Nachfolge der CTCUM an und eröffnete 1997 – als Entlastungsmaßnahme während der Umbauarbeiten an der Pont Marius-Dufresne – eine neue Linie zwischen dem reaktivierten Gare Parc und Blainville. Aufgrund des sofort einsetzenden Erfolges wurde die Linie dauerhaft eingerichtet, rasch verbessert und erweitert, sodass sie 1999 den Gare Lucien-L’Allier in der Innenstadt erreichte. Die Überlastung der Straßenbrücken zwischen Montreal und der Region Rive-Sud führte 2000 führte im Jahr 2000 zur Wiedereröffnung der Strecken nach Delson und Mont-Saint-Hilaire. Das nordöstliche Ende der Île de Montréal war daraufhin das einzige unterversorgte Gebiet, weshalb die Einwohner von Repentigny eine Kampagne starteten und 2006 damit Erfolg hatten. Aufgrund mehrerer Jahre des politischen Zauderns und der Budgetüberschreitungen dauerte es bis 2014, bis die ersten Züge dorthin (weiter nach Mascouche) verkehrten. Am 1. Juni 2017 trat der neue Verkehrsbetrieb exo an die Stelle der AMT.
Seit den frühen 2000er Jahren modernisierte die AMT ihre Bahnhöfe und Fahrzeuge, indem sie im Hinblick auf die geplante weitere Elektrifizierung des Streckennetzes neue Wagen und Zweisystemlokomotiven beschaffte. Da exo außer der Deux-Montagne-Strecke keine eigenen Schienenkorridore besitzt, ist es schwierig, das Nahverkehrsangebot auszubauen, ohne mit dem Güterverkehr in Konflikt zu geraten. Der Ausbau in den letzten Jahren geschieht insbesondere durch den Bau neuer Bahnhöfe an bestehenden Strecken. Am 16. Januar 2017 wurde die Candiac-Strecke um den Bahnhof Du Canal im Montrealer Stadtbezirk Lachine ergänzt, seit dem 4. Januar 2021 in Betrieb ist der Bahnhof Mirabel an der Saint-Jérôme-Strecke. Das Mohawk-Reservat Kahnawake fordert den Bau eines weiteren Bahnhofs an der Candiac-Strecke.